# Neudorf (Zeithain)
Neudorf è una frazione del comune tedesco di Zeithain.